# Grande Prêmio dos Estados Unidos de 1978
Resultados do Grande Prêmio dos Estados Unidos de Fórmula 1 realizado em Watkins Glen em 1º de outubro de 1978. Décima quinta etapa do campeonato, foi vencido pelo argentino Carlos Reutemann, da Ferrari, com Alan Jones em segundo pela Williams-Ford e Jody Scheckter em terceiro pela Wolf-Ford.

## Classificação da prova
| Pos. | Nº | Piloto                | Construtor         | Voltas | Tempo/Diferença        | Grid | Pontos |
| ---- | -- | --------------------- | ------------------ | ------ | ---------------------- | ---- | ------ |
| 1    | 11 | Carlos Reutemann      | Ferrari            | 59     | 1:40:48.800            | 2    | 9      |
| 2    | 27 | Alan Jones            | Williams-Ford      | 59     | + 19.739               | 3    | 6      |
| 3    | 20 | Jody Scheckter        | Wolf-Ford          | 59     | + 45.701               | 11   | 4      |
| 4    | 15 | Jean-Pierre Jabouille | Renault            | 59     | + 1:25.007             | 9    | 3      |
| 5    | 14 | Emerson Fittipaldi    | Fittipaldi-Ford    | 59     | + 1:28.089             | 13   | 2      |
| 6    | 8  | Patrick Tambay        | McLaren-Ford       | 59     | + 1:50.210             | 18   | 1      |
| 7    | 7  | James Hunt            | McLaren-Ford       | 58     | + 1 volta              | 6    |        |
| 8    | 22 | Derek Daly            | Ensign-Ford        | 58     | + 1 volta              | 19   |        |
| 9    | 31 | René Arnoux           | Martini-Ford       | 58     | + 1 volta              | 21   |        |
| 10   | 3  | Didier Pironi         | Tyrrell-Ford       | 58     | + 1 volta              | 16   |        |
| 11   | 26 | Jacques Laffite       | Ligier-Matra       | 58     | + 1 volta              | 10   |        |
| 12   | 21 | Bobby Rahal           | Wolf-Ford          | 58     | + 1 volta              | 20   |        |
| 13   | 23 | Brett Lunger          | Ensign-Ford        | 58     | + 1 volta              | 24   |        |
| 14   | 17 | Clay Regazzoni        | Shadow-Ford        | 56     | + 3 voltas             | 17   |        |
| 15   | 55 | Jean-Pierre Jarier    | Lotus-Ford         | 55     | Pane seca              | 8    |        |
| 16   | 36 | Rolf Stommelen        | Arrows-Ford        | 54     | + 5 voltas             | 22   |        |
| Ret  | 37 | Arturo Merzario       | Merzario-Ford      | 46     | Câmbio                 | 26   |        |
| Ret  | 9  | Michael Bleekemolen   | ATS-Ford           | 43     | Vazamento de óleo      | 25   |        |
| Ret  | 1  | Niki Lauda            | Brabham-Alfa Romeo | 28     | Motor                  | 5    |        |
| Ret  | 5  | Mario Andretti        | Lotus-Ford         | 27     | Motor                  | 1    |        |
| Ret  | 2  | John Watson           | Brabham-Alfa Romeo | 25     | Motor                  | 7    |        |
| Ret  | 4  | Patrick Depailler     | Tyrrell-Ford       | 23     | Roda                   | 12   |        |
| Ret  | 12 | Gilles Villeneuve     | Ferrari            | 22     | Motor                  | 4    |        |
| Ret  | 10 | Keke Rosberg          | ATS-Ford           | 21     | Transmissão            | 15   |        |
| Ret  | 16 | Hans-Joachim Stuck    | Shadow-Ford        | 1      | Sistema de combustível | 14   |        |
| Ret  | 25 | Hector Rebaque        | Lotus-Ford         | 0      | Embreagem              | 23   |        |
| DNQ  | 19 | Beppe Gabbiani        | Surtees-Ford       |        |                        |      |        |

## Tabela do campeonato após a corrida
| Pos.   | Piloto            | Pontos |
| ------ | ----------------- | ------ |
| 1      | Mario Andretti    | 64     |
| 2      | Ronnie Peterson   | 51     |
| 3      | Carlos Reutemann  | 44     |
| 4      | Niki Lauda        | 44     |
| 5      | Patrick Depailler | 32     |
| Fonte: |                   |        |

| Pos.   | Construtor         | Pontos |
| ------ | ------------------ | ------ |
| 1      | Lotus-Ford         | 86     |
| 2      | Brabham-Alfa Romeo | 53     |
| 3      | Ferrari            | 49     |
| 4      | Tyrrell-Ford       | 36     |
| 5      | Ligier-Matra       | 19     |
| Fonte: |                    |        |

- Nota: Somente as primeiras cinco posições estão listadas e os campeões da temporada surgem grafados em negrito. As dezesseis etapas de 1978 foram divididas em dois blocos de oito e neles cada piloto podia computar sete resultados válidos. Dentre os construtores era atribuída apenas a melhor pontuação de cada equipe por prova.